# پورت سورل (تاسمانی)
پورت سورل (به انگلیسی: Port Sorell) یک شهرک در استرالیا است که در تاسمانی واقع شده‌است.